# Saint-Nizier-du-Moucherotte
 Saint-Nizier-du-Moucherotte  es una población y comuna francesa, en la región de Ródano-Alpes, departamento de Isère, en el distrito de Grenoble y cantón de Villard-de-Lans.

## Demografía
| 192 | 207 | 277 | 484 | 575 | 805 |
| Para los censos de 1962 a 1999 la población legal corresponde a la población sin duplicidades (Fuente: INSEE [Consultar]) |     |     |     |     |     |